# François Ganneron
Pour les articles homonymes, voir Ganneron.
François Ganneron, né vers 1590 à Dammartin-en-Goële (France) et mort le 24 août 1668 à la chartreuse du Mont-Dieu (France), est un moine chartreux, un chroniqueur et historien, écrivant en latin ou en français, et un poète.

## Biographie
Né vers 1590 à Dammartin-en-Goële, il est l'aîné de trois sœurs et de deux frères. Il mène des études à Provins, Reims puis Paris. Il fait profession de chartreux au Mont-Dieu le 8 septembre 1616. Ses parents meurent en juillet 1617. En 1624, ayant contesté les travaux, trop somptueux à son goût, menés dans cette chartreuse de Mont-Dieu, il est envoyé comme procureur en la chartreuse Notre-Dame-des-Prés de Neuville-sous-Montreuil. Il revient au Mont-Dieu en 1626. En 1633, il devient vicaire. Il est passionné de recherches historiques, entretient des relations avec plusieurs abbayes, rédige plusieurs ouvrages consacrés à des établissements du diocèse de Reims et la chronique de la chartreuse du Mont-Dieu. 
À partir de 1639, il se rend successivement à la chartreuse du Val-Saint-Pierre en Thiérache, à la chartreuse de Saint-Honoré à Thuison près d'Abbeville, puis à la chartreuse du Mont-Renaud à Passel, près de Noyon. Il revient en 1663 au Mont-Dieu, et y meurt vers 1668,.

## Principales publications
- Annales de dom Ganneron. Les antiquités de la chartreuse du Mont-Dieu, Éditions Picard, 1893. —— L'on peut en lire de larges extraits dans la Revue de Champagne et de Brie, Arcis-sur-Aube, 1892 ; t. 2 pour les VIIe & VIIIe siècle, p. 249-281  ;  t.5, pour le XVIe siècle, p. 207-268  ; pour le XVIIe siècle, p. 608-668  & p. 735-755  & p. 861-65 .

### Webographie
- « Ganneron (François), chartreux, vers 1590-1668 », sur le site beauchesne.immanens.com/.